# Сестрятинська сільська рада
Сестря́тинська сільська́ ра́да — орган місцевого самоврядування в Радивилівському районі Рівненської області. Адміністративний центр — село Сестрятин.

## Загальні відомості
- Сестрятинська сільська рада утворена в 1840 році.
- Територія ради: 39,387 км²
- Населення ради: 804 особи (станом на 2001 рік)

## Розташування
Територія, яка підпорядковується Сестрятинській сільській раді, межує з Хотинською, Крупецькою, Бугаївською сільськими радами Радивилівського району.

## Населені пункти
Сільській раді підпорядковані населені пункти:
- с. Сестрятин
- с. Безодня

## Склад ради
Рада складається з 16 депутатів та голови.
- Голова ради: Петрушок Микола Феодосійович
- Секретар ради: Пірійчук Ніна Іванівна

### Керівний склад попередніх скликань
| Прізвище, ім'я, по батькові  | Основні відомості                                                                          | Дата обрання | Дата звільнення |
| ---------------------------- | ------------------------------------------------------------------------------------------ | ------------ | --------------- |
| Завадський Василь Андрійович | Сільський голова, 1952 року народження                                                     | 26.03.2006   | 31.10.2010      |
| Петрушок Микола Феодосійович | Сільський голова, 1952 року народження, освіта вища, член політичної партії «Наша Україна» | 31.10.2010   |                 |

Примітка: таблиця складена за даними сайту Верховної Ради України